# Thomas H. Cook
Thomas H. Cook (Fort Payne (Alabama), Alabama, 19 de septiembre de 1947) es un escritor estadounidense, cuya novela de 1996 The Chatham School Affair fue galardonada con un premio Edgar.
Estudió en el Georgia State College, realizó un postítulo en historia estadounidense del Hunter College y un máster en filosofía de la Universidad de Columbia.
De 1978 a 1981, enseñó inglés e historia en el Dekalb Community College de Georgia, y escribió reseñas de libros para el Atlanta Magazine de 1978 a 1982, cuando se convirtió en escritor de tiempo completo. 
Su primera novela, Blood Innocents, la comenzó a escribir mientras era estudiante y fue publicada en 1980. Una película de uno de sus libros, Evidence of Blood, fue lanzada en 1997. Seis de sus novelas fueron nominadas a premios, incluyendo Red Leaves en 2006, que además fue nominada al Anthony Award, y ganó el Barry Award y el Martin Beck Award.
Vive con su familia en Cape Cod y Nueva York.